# Арчи против Хищника
 «Арчи против Хищника» (англ. Archie vs. Predator) — ограниченная серия комиксов, состоящая из 4 выпусков, которую в 2015 году издавали компании Dark Horse Comics и Archie Comics.
В 2019 вышло продолжение под названием «Арчи против Хищника II».

## Синопсис
Когда Арчи Эндрюс и его друзья отправляются на весенние каникулы на курорт в Лос-Пердидос, инопланетянин Хищник приземляется в близлежащих джунглях.

### Выпуски
| № | Дата выхода    | Оценка на Comic Book Roundup    | Предполагаемый объём продаж (первый месяц) |
| - | -------------- | ------------------------------- | ------------------------------------------ |
| 1 | 15 апреля 2015 | 7,9 из 10 на основе 42 рецензий | 35 892, позиция в Северной Америке — 74    |
| 2 | 20 мая 2015    | 8,5 из 10 на основе 12 рецензий | 28 582, позиция в Северной Америке — 84    |
| 3 | 17 июня 2015   | 7,9 из 10 на основе 9 рецензий  | 26 350, позиция в Северной Америке — 101   |
| 4 | 22 июля 2015   | 8,9 из 10 на основе 9 рецензий  | 25 021, позиция в Северной Америке — 102   |

### Сборники
| Название            | Тип              | Дата выхода     | Собранный материал       | Кол-во страниц | ISBN                      | Предполагаемый объём продаж (первый месяц) |
| ------------------- | ---------------- | --------------- | ------------------------ | -------------- | ------------------------- | ------------------------------------------ |
| Archie vs. Predator | Твёрдый переплёт | 17 ноября 2015  | Archie vs. Predator #1-4 | 144            | 9781616558055, 1616558059 | 2 133, позиция в Северной Америке — 36     |
| Archie vs. Predator | Мягкая обложка   | 3 сентября 2019 | Archie vs. Predator #1-4 | 104            | 9781506714660, 1506714668 | 1 294, позиция в Северной Америке — 41     |

## Отзывы и награды
На сайте Comic Book Roundup серия имеет оценку 8,3 из 10 на основе 72 рецензий. Джефф Лейк из IGN дал первому выпуску 8,7 балла из 10 и похвалил сценариста с художниками. Мэтт Литтл из Comic Book Resources посчитал, что «Archie vs. Predator #1 — это подарок самого Бога». Крис Камминс из Den of Geek поставил дебютному выпуску 3 звезды из 5 и назвал его забавным, однако отметил, что «в нём есть неиспользованный потенциал и некоторые легко решаемые проблемы». Виктория Макналли из MTV News писала, что у первого выпуска «захватывающая история». Билли Браун из Paste отмечал, что сюжет дебютного выпуска «в конечном счёте прост, а персонажи архетипичны». Джастин Патридж из Newsarama дал первому выпуску оценку 10 из 10 и похвалил художников. Чейз Магнетт из ComicBook.com поставил первому выпуску «A-» и отмечал, что тон, задаваемый создателями, «шокирует своей простотой».
В год выхода серия комиксов выиграла премию Ghastly Award в категории «Best Limited Series».